# زیردریایی چیسر شماره ۲
زیردریایی چیسر شماره ۲ (به انگلیسی: Japanese submarine chaser No. 2) یک زیردریایی بود که طول آن ۶۵٫۳۰ متر (۲۱۴ فوت ۳ اینچ) بود. این زیردریایی در سال ۱۹۳۴ ساخته شد.